# كأس روسيا لكرة القدم 1997–98
كأس روسيا لكرة القدم 1997–98 (بالروسية: Кубок России по футболу 1997/1998)‏ هو الموسم 6 من كأس روسيا لكرة القدم. أقيم خلال الفترة 2 مايو 1997 وحتى 7 يونيو 1998، وأشرف على تنظيمه اتحاد روسيا لكرة القدم، وكان عدد الأندية المشاركة فيه 160، وفاز فيه سبارتاك موسكو.